# Musique d'ameublement
Sous-genres
Musique d'ambiance, Ambient, Lounge (musique), New age (musique)
Genres dérivés
Musique minimaliste, musique répétitive
Musique d'ameublement (Tapisserie en fer forgé, Carrelage phonique; Sons industriels; Tenture de cabinet préfectoral; cinéma...) est un concept musical provocateur basé sur la composition d'une musique d'ambiance, associée à un usage (musique utilitaire) et jouée à l'origine par des interprètes en direct, conçu par Erik Satie en 1917.
Bien avant l'avènement des techniques d'enregistrement et de reproduction sonore grâce au phonographe, à la sonorisation, à la radio, à la télévision et, en dernier lieu, au numérique, plus généralement de l'accessibilité de « l'art » à tous, Erik Satie a été un précurseur en imaginant l'emploi de la musique comme ambiance sonore dans des situations et des lieux précis du quotidien, réduite à un objet de consommation ; cette utilisation de la musique a été pensée par Erik Satie avec son concept de « musique d'ameublement ».
Erik Satie effectue la distinction entre « Musique d'ameublement » et musique qui relève de l'Art et nécessite écoute et attention ; cette dernière ne peut pas être réduite à un simple objet de consommation.

## Indications sur le concept
Des indications utiles aux artistes de la première représentation publique de Musique d'ameublement se trouvent dans le manuscrit de la partition :

« La Musique d’ameublement est foncièrement industrielle. L’habitude – l’usage – est de faire de la musique dans des occasions où la musique n’a rien à faire. Là, on joue des Valses, des Fantaisies d’Opéra & autres choses semblables, écrites pour un autre objet. Nous, nous voulons établir une musique faite pour satisfaire les besoins « utiles ». L’Art n’entre pas dans ces besoins. La Musique d’ameublement crée de la vibration ; elle n’a pas d’autre but ; elle remplit le même rôle que la lumière, la chaleur & le confort sous toutes ses formes.

Exigez la Musique d’ameublement.

Pas de réunions, d’assemblées, etc. sans Musique d’ameublement.

Pas de mariage sans Musique d’ameublement.

Ne vous endormez pas sans entendre un morceau de Musique d’ameublement, ou vous dormirez mal. »

— Lettre d'Erik Satie à Jean Cocteau (1920)

## Les compositions d'Erik Satie

### Signes précurseurs
La démarche de Satie pour composer de la « Musique d'ameublement » (mais toujours sans intitulé défini) a mûri au printemps 1914, quelques mois avant le début de la guerre avec l'Allemagne. Dans ses carnets de notes de l'époque, on trouve à peu près l'introduction suivante, stylisée comme dans le style d'une publicité de rue criarde :

« "Agence publique pour la promotion des concerts et spectacles". Publicité musicale intensifiée et obstructive. Nous montons directement dans vos oreilles ! Et nous ne revenons pas. Parlez-nous. Succès immédiat garanti ! Vous ne le regretterez pas ! Et si vous ne le faites pas, nous vous donnerons un concert effrayant... directement chez vous, dans votre cuisine ou votre couloir. »

— Erik Satie,  Carnets (mai 1914)

### La musique

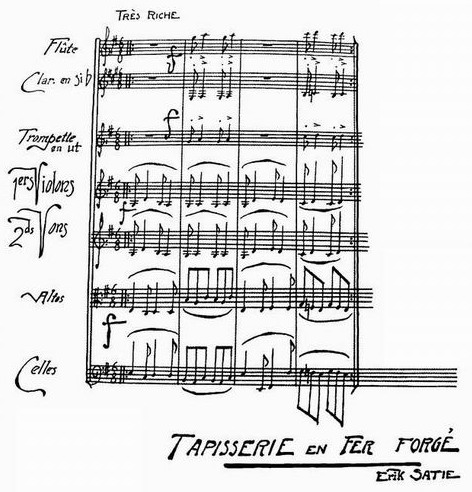
Musique d'ameublement : Tapisserie en Fer forgé, 1924

Bien que d'autres œuvres de la musique d'Erik Satie puissent être vécues (et sont parfois indiquées) comme de la Musique d'ameublement, Satie lui-même n'a appliqué ce nom qu'à cinq courtes pièces, composées en trois ensembles distincts :
- 1er ensemble (1917), pour flûte, clarinette et cordes, une trompette en plus pour le premier morceau :
  - 1. Tapisserie en fer forgé - pour l'arrivée des invités (grande réception) - À jouer dans un vestibule - Mouvement : Très riche - Durée : ad libitum
  - 2. Carrelage phonique - Peut se jouer à un lunch ou à un contrat de mariage - Mouvement : Ordinaire - Durée : ad libitum
- 2ème ensemble, Sons industriels (Février / Mars 1920), pour duo de piano, 3 clarinettes et trombone :
  - Premier Entr'acte : Chez un "Bistrot"
  - Second Entr'acte : Un salon
- 3ème ensemble, en 1923, commande de Mme Eugène Meyer jr. (vivant à Washington DC), pour petit orchestre:
  - Tenture de cabinet préfectoral

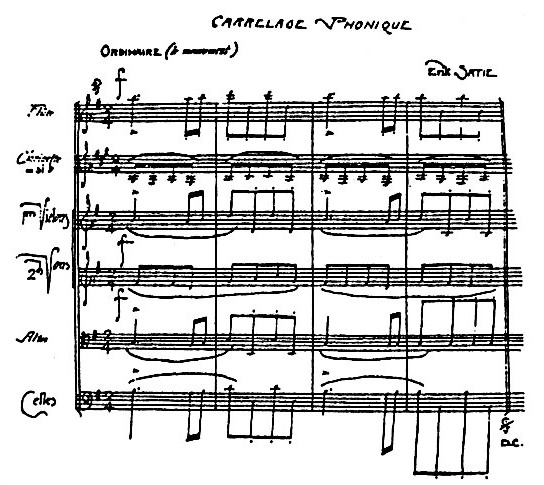
Musique d' ameublement : Carrelage Phonique, 1917

Le premier ensemble n'a apparemment jamais été joué (ni la partition publiée) du vivant de Satie.
Le deuxième ensemble contient des réminiscences d'airs populaires de, entre autres, Camille Saint-Saëns et Ambroise Thomas. Elle a été créée à Paris l'année de sa composition, comme musique d'entracte d'une comédie perdue Ruffian toujours, truand jamais de Max Jacob, mis en scène par Pierre Bertin. Pendant ces entractes, le public était invité à visiter une exposition de dessins d'enfants dans la Galerie Barbazanges qui accueillait la première. Contrairement à la volonté de Satie de produire une musique « pour ne pas être écoutée » pendant l'exposition, le public s'est assis poussant le compositeur à enjoindre celui-ci à se détacher de la musique.
La pièce commandée séparément a été envoyée en Amérique. Il n'existe aucune exécution publique ou publication connue de cette musique avant qu'elle ne quitte le continent européen. Cette pièce est parfois présentée comme la Musique d'ameublement n° 3.
Comme les pièces de Musique d'ameublement de Satie sont des pièces très courtes, avec un nombre indéfini de répétitions, ce type de musique a été associé plus tard à la musique répétitive (parfois utilisée comme synonyme de musique minimaliste), mais ce type de terminologie n'existait pas encore à l'époque de Satie.
En 1924, Erik Satie applique son concept à cinéma, Entr’acte symphonique du ballet Relâche pour le film Entr'acte de René Clair. Cette pièce est la première, et seule, exécution publique documentée de la Musique d'ameublement du vivant de Satie, assistée par le compositeur lui-même dont les circonstances sont documentées.

« Ici, la musique – succession de motifs simples et répétés, s'enchaînant parfois brusquement sans transitions – accompagne les scènes du film mais sans prendre une grande place. Ce qui compte c'est le film, le spectateur ne doit pas se focaliser sur la musique, mais elle contribue simplement à l'émotion cinématographique. »

### Publication
Pendant un quart de siècle après la mort du compositeur, toutes les pièces de Musique d'ameublement sont restées inconnues du grand public, à part une mention dans les premières biographies de Satie. À la fin des années 1960, des parties de la musique d'ameublement ont commencé à apparaître sous forme de fac-similé d'illustrations d'articles de presse et de nouvelles biographies de Satie. La première publication complète des ensembles 1 et 3 a suivi au début des années 1970. Il n'y a pas eu de publication complète du deuxième ensemble avant les dernières années du 20e siècle.

## Redécouverte
Plusieurs décennies après la mort de Satie, la Musique d'ameublement a été remise au goût du jour, en grande partie grâce au compositeur américain John Cage,, en tant que théorie de la musique de fond du minimalisme. La Musique d'ameublement est apparue comme la rampe de lancement de la musique minimaliste / expérimentale / avant-garde, car c'était la première fois que la musique était jouée ou produite hors contexte : non pas comme une pièce centrale, mais comme une toile de fond cérébrale.
Ces idées, ainsi que d'autres idées connexes, ont été reprises par plusieurs compositeurs de l'école de musique néoclassique au XXe siècle[citation nécessaire], qui privilégient l'atmosphère et la texture par rapport à la forme et au mouvement traditionnels. Les références minimalistes et les anachronismes ne se sont concrétisés que lorsque le compositeur John Cage a interprété la pièce « cachée » de Satie, Vexations, 840 fois, comme le demandaient les notes griffonnées par Satie lui-même sur la partition originale.
Les racines de la musique ambient se trouvent dans la Musique d'ameublement, appelée ainsi pour la première fois par le compositeur britannique Brian Eno, qui, dans les années 1970, a tenté de s'en détacher en composant des atmosphères sonores destinées à une écoute attentive.

## Citations
Destiné à meubler le silence, Erik Satie indique que la Musique d'ameublement peut être assimilée à un « papier peint musical ».

« Satie avait raison : de nos jours, les enfants et les femmes au foyer remplissent leurs maisons avec de la musique « virtuelle », lisant et travaillant au son de la radio. Et dans tous les lieux publics, les grands magasins et les restaurants, les clients baignent dans un flux ininterrompu de musique. C’est de la musique d'ameublement, entendue, mais pas écoutée. »

— Darius Milhaud